# George Edward Mitchell
George Edward Mitchell (* 3. März 1781 in Elkton, Cecil County, Maryland; † 28. Juni 1832 in Washington, D.C.) war ein US-amerikanischer Politiker. Zwischen 1823 und 1832 vertrat er zwei Mal den Bundesstaat Maryland im US-Repräsentantenhaus.

## Werdegang
George Mitchell besuchte die öffentlichen Schulen seiner Heimat. Nach einem anschließenden Medizinstudium an der University of Pennsylvania in Philadelphia und seiner 1805 erfolgten Zulassung als Arzt arbeitete er zwischen 1806 und 1812 in Elkton in diesem Beruf. Gleichzeitig schlug er eine politische Laufbahn ein. Im Jahr 1808 saß er im Abgeordnetenhaus von Maryland. Zwischen 1809 und 1812 war er Mitglied und Vorsitzender des Regierungsrats von Maryland (Executive Council). Während des Britisch-Amerikanischen Krieges von 1812 diente er in der Artillerie seines Heimatstaates. Bis Juni 1821 blieb er Mitglied dieser Einheit.
In den 1820er Jahren schloss sich Mitchell zunächst der parlamentarischen Gruppe um den späteren US-Präsidenten John Quincy Adams an. Dann wechselte er in das Lager von Andrew Jackson und wurde Mitglied der von diesem 1828 gegründeten Demokratischen Partei. Bei den Kongresswahlen des Jahres 1822 wurde er als Kandidat der Adams-Fraktion für den Staat Maryland in das US-Repräsentantenhaus in Washington gewählt, wo er am 4. März 1823 die Nachfolge von Philip Reed antrat. Nach einer Wiederwahl, diesmal für die Jackson-Bewegung, konnte er bis zum 3. März 1827 zwei Legislaturperioden im Kongress absolvieren. Im Jahr 1826 verzichtete er auf eine weitere Kandidatur. Dafür bewarb er sich 1829 erfolglos um das Amt des Gouverneurs von Maryland.
Bei den Kongresswahlen des Jahres 1828 wurde er als Kandidat der Demokratischen Partei erneut in den Kongress gewählt, wo er am 4. März 1829 Levin Gale ablöste, der zwei Jahre zuvor sein Nachfolger geworden war. Nach einer Wiederwahl konnte er bis zu seinem Tod am 28. Juni 1832 im US-Repräsentantenhaus verbleiben. Nach dem Amtsantritt von Präsident Jackson im Jahr 1829 wurde innerhalb und außerhalb des Kongresses heftig über dessen Politik diskutiert. Dabei ging es um die umstrittene Durchsetzung des Indian Removal Act, den Konflikt mit dem Staat South Carolina, der in der Nullifikationskrise gipfelte, und die Bankenpolitik des Präsidenten.
George Mitchell wurde auf dem Kongressfriedhof in Washington beigesetzt.